# Comuna Velbivka, Hadeaci
Velbivka (în ucraineană Вельбівка) este o comună în raionul Hadeaci, regiunea Poltava, Ucraina, formată din satele Teple, Tiutiurivșciîna, Velbivka (reședința) și Zapsilske.

## Demografie
Componența lingvistică a comunei Velbivka
     Ucraineană (97,7%)
     Rusă (2,16%)
     Alte limbi (0,15%)
Conform recensământului din 2001, majoritatea populației comunei Velbivka era vorbitoare de ucraineană (97,7%), existând în minoritate și vorbitori de rusă (2,16%).